# Quasi-pęk prostych
Quasi-pęk prostych – zbiór {\displaystyle n} prostych, spośród których {\displaystyle n-1} prostych przechodzi przez jeden wspólny ustalony punkt (może to być punkt w nieskończoności)

.